# Сеон, Александр
Алекса́ндр Сео́н (фр. Alexandre Séon; 1855, Шазель-сюр-Лион – 1917, Париж) — французский художник-символист, декоратор и иллюстратор.

## Биография

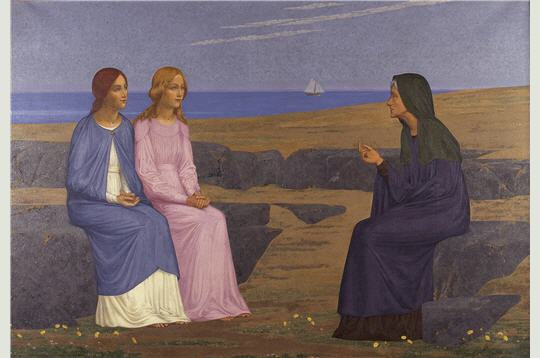
Рассказ, ок. 1898

Сеон родился в семье коммерсанта. Начал изучать живопись в Академии изящных искусств в Лионе. В 1877 году приехал в Париж, где учился (вместе с Сёра, Осбером, Аман-Жаном) у Анри Лемана, а затем (с 1891 года) у Пюви де Шаванна. Был одним из талантливейших учеников Пюви де Шаванна, впоследствии — его партнёром по художественной студии.
Сеон является, вместе с Пеладаном и Антуаном де ла Рошфуко, одним из основателей Салона Роза + Крест, в котором он постоянно выставлял свои работы. Полотна Сеона имели успех и положительные отзывы в современной ему символистской критике и литературе.